# Championnats du monde de crosse en enclos
Le Championnat du monde de crosse en enclos est l'épreuve internationale la plus prestigieuse de la crosse en enclos (« box lacrosse ») tandis que le field lacrosse possède ses propres Championnats du monde. Créée en 2002, cette compétition était organisée par l'International lacrosse federation devenue la Federation of International Lacrosse. Le Canada a remporté les trois éditions qui ont eu lieu en 2003, 2007 et 2011.

## Palmarès
| Édition | Champion | Score | Vice-champion      | Ville hôte                                   |
| 2003    | Canada   | 21-4  | Iroquois Nationals | Toronto (Canada)                             |
| 2007    | Canada   | 15-14 | Iroquois Nationals | Halifax (Canada)                             |
| 2011    | Canada   | 13-6  | Iroquois Nationals | Prague (République tchèque)                  |
| 2015    | Canada   | 12–8  | Iroquois Nationals | Réserve d'Onondaga (Confédération iroquoise) |
| 2019    | Canada   | 19-12 | Iroquois Nationals | Langley (Canada)                             |